# Lekunberri (Baixa Navarra)
Lekunberri (en francès i oficialment Lecumberry), és un municipi de la Baixa Navarra (Nafarroa Behera), un dels set territoris que formen Euskal Herria, al departament dels Pirineus Atlàntics i a la regió de la Nova Aquitània. Limita amb les comunes de Duzunaritze-Sarasketa al nord, Hozta, Behorlegi i Mendibe a l'est, Ahatsa-Altzieta-Bazkazane i Ezterenzubi a l'oest i Larraine al sud-est.

## Demografia
| Evolució de la població |      |      |      |      |      |      |      |      |
| 1793                    | 1800 | 1806 | 1821 | 1831 | 1836 | 1841 | 1846 | 1851 |
| 469                     | 397  | 447  | 512  | 550  | 602  | 616  | 664  | 630  |

| 1856 | 1861 | 1866 | 1872 | 1876 | 1881 | 1886 | 1891 | 1896 |
| ---- | ---- | ---- | ---- | ---- | ---- | ---- | ---- | ---- |
| 602  | 622  | 581  | 523  | 502  | 508  | 505  | 508  | 520  |

| 1901 | 1906 | 1911 | 1921 | 1926 | 1931 | 1936 | 1946 | 1954 |
| ---- | ---- | ---- | ---- | ---- | ---- | ---- | ---- | ---- |
| 483  | 472  | 468  | 394  | 372  | 376  | 346  | 428  | 395  |

| 1962 | 1968 | 1975 | 1982 | 1990 | 1999 | 2006 | 2011 | 2016 |
| ---- | ---- | ---- | ---- | ---- | ---- | ---- | ---- | ---- |
| 286  | 259  | 227  | 215  | 208  | 182  | -    | -    | -    |

| 2019 | - | - | - | - | - | - | - | - |
| ---- | - | - | - | - | - | - | - | - |
| -    | - | - | - | - | - | - | - | - |